# Лекинская волость
Лекинская волость — волость в составе Егорьевского уезда Рязанской губернии, с 1919 года Спас-Клепиковского района (c 1921 по 1924 гг. Спас-Клепиковского уезда) Рязанской губернии, существовавшая в 1861—1925 годах.

## История
Лекинская волость была образована в 1861 году в ходе крестьянской реформы. Административным центром волости стала деревня Лека. В 1919 году волость передана из Егорьевского уезда во вновь образованный Спас-Клепиковский район.  В ходе реформы административно-территориального деления СССР в 1929 году большая часть селений Лекинской волости вошли в Коробовский район Московской области.

## Состав
На 1885 год в состав Лекинской волости входило 2 села и 16 деревень.
| Вид     | Наименование    | Население, чел. (1858 год) | Население, чел. (1859 год) | Население, чел. (1885 год) | Население, чел. (1905 год) |
| ------- | --------------- | -------------------------- | -------------------------- | -------------------------- | -------------------------- |
| село    | Телема          | -                          | 30                         | 29                         | 15                         |
| село    | Шеино           | -                          | 28                         | 45                         | 26                         |
| деревня | Лека            | 450                        | 391                        | 529                        | 516                        |
| деревня | Валово          | 557                        | 557                        | 713                        | 809                        |
| деревня | Телема          | 316                        | 316                        | 429                        | 480                        |
| деревня | Перхурово       | 600                        | 550                        | 574                        | 748                        |
| деревня | Симонцево       | 52                         | 47                         | 43                         | 46                         |
| деревня | Зименки         | 415                        | 247                        | 286                        | 355                        |
| деревня | Шеино           | 351                        | 351                        | 441                        | 471                        |
| деревня | Муравлевская    | 93                         | 105                        | 161                        | 142                        |
| деревня | Шестимирово     | 88                         | 70                         | 132                        | 140                        |
| деревня | Коренец         | 149                        | 149                        | 256                        | 312                        |
| деревня | Филинская       | 144                        | 153                        | 220                        | 294                        |
| деревня | Старо-Черкасово | 195                        | 164                        | 227                        | 371                        |
| деревня | Ново-Черкасово  | 124                        | 125                        | 180                        | 191                        |
| деревня | Савинская       | 231                        | 175                        | 256                        | 311                        |
| деревня | Якушевичи       | 197                        | 199                        | 295                        | 317                        |
| деревня | Погостищи       | 130                        | 136                        | 163                        | 171                        |

## Землевладение
Население составляли 24 сельские общины — все бывшие помещичьи крестьяне, за исключением одной общины, принадлежавшей к разряду государственных крестьян, водворённых на собственных землях. 23 общины имели общинную форму землевладения, а в одной, у полных собственников, - участковая. 14 общин делили землю по ревизским душам, 8 общин по работникам или по тяглам, и в одной общине земля была поделена на равные части между дворами. Луга в 6 общинах делились ежегодно, в остальных одновременно с пашней, или через определенное количество лет.
Большинство общин арендовали у других общин луга и пастбища, а иногда и пахотную землю. Домохозяева, имевшие арендную землю, составляли около 62% всего числа домохозяев волости. Наделы сдавались очень редко.

## Сельское хозяйство
Земля в волости была посредственная, почва супесчаная, илистая или суглинистая. Хороших лугов было мало, в основном болотистые и кочковатые, реже суходольные. В 12 общинах леса не было совсем, в остальных дровяной, а в 3 общинах был и строевой. Крестьяне волости сажали рожь, овёс, гречиху и картофель. Топили дровами и сучьями, которые большей частью покупали из-за недостатка своего леса.

## Местные и отхожие промыслы
Основными местными промыслами были рыбная ловля и вязанье рыболовных сетей. Сети вязали преимущественно женщины почти в каждом дворе, а рыбной ловлей занимались в 10 общинах как мужчины, так и женщины. Рыбная ловля велась круглый год. В 1885 году имелось 5 плотников, 2 маслобоя, овчинник, колесник, портной, пчелинец, сапожник, синильщик, 3 торговца, деготник и пр.
Отхожие промыслы были значительны. В 1885 году на заработки уходили 1092 мужчины (77% мужчин в рабочем возрасте) и 1 женщина. Большинство из них были плотники — 1083 человека. На заработки уходили в основном в Московскую губернию.

## Инфраструктура
В 1885 году в волости имелось 8 мельниц, 2 кузницы, 1 дегтярное заведение, 1 кирпичный завод, 1 синильня, 3 маслобойни, 5 питейных заведений и 3 лавки (мануфактурная, бакалейная и чайная). В волости было три школы: земская в деревне Леке и церковно-приходские в селах Тельме и Шеино.

## Храмы
- Церковь Казанская в селе Шеино
- Пятницкая церковь в селе Тельма